# Неа-Нікомедія
40°35′14″ пн. ш. 22°15′01″ сх. д. / 40.587222222222° пн. ш. 22.250277777778° сх. д.
Неа-Нікомедія — найдавніше неолітичне поселення на території Європи, датоване 7 тис. . до Р. Х. Розташоване на території грецької Македонії (Іматія). Представлено прямокутними будинками у формі напівземлянок з плетеними та обмазаними глиною стінами. Основне заняття населення — землеробство (горох, сочевиця, пшениця, ячмінь) і скотарство (дрібна рогата худоба). Є сліди обпаленої і мальованої кераміки: жіночі фігурки, кулястий посуд аналогічний таким неолітичним культурам, як анатолійська Хаджилар і близькосхідна Хассуна. Також виявлені кам'яні фігурки жаб. Поховання скорчені на території селища без похоронних дарів.
Культура Неа-Нікомедія належить до групи культур Караново — Сескло.

## Населення
| Год  | Населення людей |
| ---- | --------------- |
| 2001 | 842             |
| 1991 | 801             |
| 2011 | 801             |